# Carl Jöken
Carl Jöken (* 3. November 1893 in Krefeld; † 7. April 1971 in Hamburg; auch Karl Jöken) war ein deutscher Opernsänger (Tenor).

## Leben
Jöken begann ein Chemiestudium, das er aber in den Jahren 1914 bis 1918 durch seine Teilnahme als Soldat am Ersten Weltkrieg unterbrechen musste. Nach der Entlassung aus der Armee gab er die Chemie auf und ließ sich zum Tenorsänger ausbilden. Ausgebildet wurde er durch den Krefelder Gesangsmeister Gustav Pielken, der über 25 Jahre am städtischen Konservatorium als Stimmbildner wirkte.
1918 debütierte er am Krefelder Stadttheater in der Rolle des Manrico in Verdis Troubadour. Von 1920 bis 1923 war er Heldentenor am Stadttheater Freiburg i. Br. Seit 1923 war er erster lyrischer Tenor an der Staatsoper Berlin. Seine Antrittsrollen waren der Pinkerton in Puccinis Madama Butterfly und der Eisenstein in der Fledermaus von Johann Strauß. 1924 wirkte er bei der Premiere von Leoš Janáčeks Oper Jenůfa mit.
Im Jahre 1925 sang er den Turridu in Mascagnis Cavalleria rusticana an der Berliner Volksbühne. 1927 sang er in der Uraufführung von Kurt Weills Royal Palace unter Erich Kleiber an der Berliner Krolloper. Im darauf folgenden Jahr übernahm er, ebenfalls unter Kleibers Dirigat, die Gesangsrolle des ersten Laienbruders in der Uraufführung von Franz Schrekers Der singende Teufel. Mitglied des Ensembles der Staatsoper blieb er bis 1934.
Jöken sang nicht nur ernste Partien, sondern trat auch als Operettentenor in Erscheinung; nachdem er im Jahr 1930 am Metropol-Theater in Berlin mit Erfolg in Millöckers Bettelstudent und Kálmáns Veilchen vom Montmartre aufgetreten war, wandte er sich verstärkt dem Operettenfach zu. Unter der Stabführung von Bruno Walter sang er in Amsterdam eine Aufführung der Fledermaus, welche an der Covent Garden Opera in London wiederholt wurde. Weitere Auslandsauftritte hatte er am Teatro Colón in Buenos Aires, wo er von 1931 bis 1932 sang, vor allem im Buffo-Fach. Im Jahre 1931 wirkte er dort auch in der Uraufführung von Igor Strawinskys Oper Oedipus Rex (Edipo Rey) mit, die Ernest Ansermet dirigierte. Aufführungen waren am 11., 16. und 19. August. Ludwig Hofmann und Alexander Kipnis waren Jökens Partner auf der Bühne.
Seit 1933 konnte er große Operetten-Erfolge am Berliner Theater des Westens verzeichnen: In Eduard Künnekes Die lockende Flamme, die am 27. Dezember 1933 Premiere hatte, und noch im gleichen Jahre in Walter Wilhelm Goetzes Der Page des Königs. Im Folgejahr wirkte er bei der Uraufführung von Goetzes Operette Der goldene Pierrot mit, die am 31. März 1934 stattfand.
Jöken hinterließ Schallplattenaufnahmen bei den Marken Kristall, Tri-Ergon und Tempo.
Jöken war langjähriger und gern gehörter Gast am Rundfunk. Er trat auch in mehreren Tonfilmen auf, unter anderem 1930 in der Komödie Das Kabinett des Dr. Larifari.
Nach dem Zweiten Weltkrieg konnte Karl Jöken seine Sängerlaufbahn fortsetzen. Noch 1956 war er am Hamburger Operettenhaus im Engagement.
Jöken war ab 1923 in erster Ehe mit der Schauspielerin und Kabarettistin Käte König, bekannt geworden als Käte Jöken-König (1898–1968) verheiratet, in zweiter Ehe mit der Schauspielerin und Sängerin Edith Schollwer (17. Februar 1905 bis 1. Oktober 2002), die nach 1945 in Berlin als Kabarettistin bei Günter Neumanns Insulanern bekannt geworden war.
Karl Jöken ist am 7. April 1971 in Hamburg gestorben. Er wurde auf dem Hauptfriedhof in Krefeld beerdigt.

## Tondokumente (Auswahl)
Der Katalog der deutschen Nationalbibliothek, Musikarchiv führt 175 Titel von Jöken auf.

### Aufnahmen auf Kristall
- Sei gegrüßt, du mein schönes Sorrent (L.Waldmann-P. Heise), Karl Jöken mit Orchesterbegleitung, Dirigent: C. Schmalstich, Kristall Nr. 6081 (mx: C 1981.1)
- Verbotener Gesang (Gastaldon-Flick Flock), Karl Jöken mit Orchesterbegleitung, Dirigent: C. Schmalstich, Kristall Nr. 6081 (mx. C 1980.1)
- Wolgalied, a. d. Operette „Der Zarewitsch“ (F.Lehár), Kammersänger Karl Jöken mit Orchesterbegleitung, Kristall Nr. 6091 (mx. C 3174)
- Weinlied aus „Der lachende Ehemann“ (Eysler), Kammersänger Karl Jöken mit Orchesterbegleitung, Kristall Nr. 6091 (mx. C 3175)
- Schenkt man sich Rosen in Tirol. Duett aus der Operette „Der Vogelhändler“ (C. Zeller), Kammersänger Carl Jöken – Edith Schollwer, mit Orchesterbegleitung – Dirigent: A. Strasser, Kristall 6115 (mx. C 4899)
- Mädel klein-Mädel fein. Duett aus der Operette „Der Graf von Luxemburg“ (F.Lehár), Kammersänger Carl Jöken – Edith Schollwer, mit Orchesterbegleitung – Dirigent: A. Strasser, Kristall 6115 (mx. C 4900)
- Ein Lied geht um die Welt. Aus dem gleichnamigen Tonfilm (May/Neubach), Kammersänger Carl Jöken mit Orchesterbegleitung, Kristall Best. Nr. 6109 (C 4735.2), 1933

### Aufnahmen auf Tri-Ergon Photo-Electro-Record
- Stille Nacht, heilige Nacht. Weihnachtslied. Carl Jöken, Tenor. Am Schiedmayer-Meisterharmonium Walter Drwenski. Tri-Ergon T.E. 3615-A (mx. 02705)
- O du fröhliche, o du selige. Weihnachtslied. Tri-Ergon T.E.3615-B (mx. 02706), Carl Jöken, Tenor. Am Schiedmayer-Meisterharmonium: Walter Drwenski
- Mein kleiner Bruder träumt von Ihnen. Lied a. d. Film „Das Kabinett des Dr. Larifari“, (M: Robert Stolz/T: Max Hansen) Karl Jöken, Tenor, mit Orchesterbegleitung. Tri-Ergon T.E. 3898-A, auch auf Tri-Ergon T.E.5898.
- Ewige Liebe gibt’s nur im Roman. Lied a. d. Film „Das Kabinett des Dr. Larifari“, (M: Franz Wachsmann/T: Armin Robinson), Karl Jöken, Tenor, mit Orchesterbegleitung. Tri-Ergon T.E.3898-B, auch auf Tri-Ergon T.E.5898.
- Sei gegrüsst, du mein schönes Sorrent. Lied (Ludolf Waldmann – Paul Heyse), Karl Jöken, Tenor, mit Orchesterbegleitung. Tri-Ergon T.E.3941-A (mx. 03454), auch auf Tri-Ergon T.E.5941
- Erinnerung an Sorrento. Lied (Ernesto de Curtis – E. Matray), Karl Jöken, Tenor, mit Orchesterbegleitung Tri-Ergon T.E.3941-B (mx. 03455), auch auf Tri-Ergon T.E.5941
- Wer uns getraut. Duett Barinkay-Saffi a. d. Operette „Der Zigeunerbaron“, 2. Akt (M: Johann Strauss) Erny Jolan, Sopran - Carl Jöken, Tenor mit Orchesterbegleitung. Tri-Ergon T.E.3942-A (mx. 03348), auch auf Tri-Ergon T.E.5942; Clangor T.542/1
- Wenn zwei sich lieben. Duett Milosch-Suza a. d. Operette „Der Rastelbinder“ (M: Franz Lehár) Erny Jolan, Sopran – Carl Jöken, Tenor, mit Orchesterbegleitung. Tri-Ergon T.E.3942-B (mx. 03349), auch auf Tri-Ergon T.E.5942
- Pardon, Madame. Lied a. d. Operette „Viktoria und ihr Husar“ (M: Paul Abraham/T: Alfred Grünwald und Fritz Löhner-Beda) Karl Jöken, Tenor, mit Orchesterbegleitung unter persönlicher Mitwirkung des Komponisten.Tri-Ergon T.E.3949-A (mx. 03635)
- Good Night. Lied a. d. Operette „Viktoria und ihr Hussar“ (M: Paul Abraham/T: Alfred Grünwald und Fritz Löhner-Beda) Tri-Ergon T.E.3949-B (mx. 03636), Karl Jöken, Tenor, mit Orchesterbegleitung unter persönlicher Mitwirkung des Komponisten
- Du Veilchen vom Montmartre. Lied a. d. Operette „Das Veilchen vom Montmartre“(M: Emmerich Kálmán/T: Julius Brammer und Alfred Grünwald), Karl Jöken, Tenor, mit Orchesterbegleitung. Tri-Ergon T.E.3963-A (mx. 03518), auch auf Tri-Ergon TE.5963
- Schöne Ninon. Lied a. d. Operette „Das Veilchen vom Montmartre“ (M: Emmerich Kálmán/T: Julius Brammer und Alfred Grünwald) Kammersänger Karl Jöken, Tenor, mit Orchesterbegleitung Tri-Ergon T.E.3963-B (Mx. 03519), auch auf Tri-Ergon TE.5963
- Serenata. Lied (M:M. Moszkowski,/T: V. Marcolino), Kammersänger Karl Jöken, Tenor mit Orchesterbegleitung. Tri-Ergon T.E.3993-A (mx. 03634), auch auf Tri-Ergon TE.5993
- Ach, war es nicht ein Traum? Wiegenlied a. d. Oper „Jocelyn“ (M: Benjamin Louis Godard/T: W. Henzen) Kammersänger Karl Jöken, Tenor mit Orchesterbegleitung. Tri-Ergon T.E.3993-B (mx. 03699), auch auf Tri-Ergon TE.5993.
- Schön ist die Welt! Lied a. d. gleichnamigen Operette (M: Franz Lehár/T: L. Herzer und Fritz Löhner-Beda) Kammersänger Carl Jöken, Tenor, mit dem Orchester des Berliner Metropol-Theaters unter Leitung des Komponisten. Tri-Ergon T.E.4085-A (mx. 04057), auch auf Tri-Ergon TE.6085
- Liebste, glaub an mich. Lied a. d. Operette „Schön ist die Welt“ (M: Franz Lehár/T: L. Herzer und Fritz Löhner-Beda) Kammersänger Carl Jöken, Tenor, mit dem Orchester des Berliner Metropol-Theaters unter Leitung des Komponisten. Tri-Ergon T.E.4085-B (mx. 04058), auch auf Tri-Ergon TE.6085.
- Ich küsse deine Lippen. Lied (M: M. Rudolphe/T: J. Aakjaer)(NE 05/1929) (K 1930) Karl Jöken, Tenor, mit Orchesterbegleitung. T.E.5537-A (02182m1)
- Lenz. Lied (M: Eugen Hildach) (NE 05/1929) (K 1930) Karl Jöken, Tenor, mit Orchesterbegleitung. T.E.5537-B (02386m1)
- Weinlied a. d. Operette „Der lachende Ehemann“ (M: Edmund Eysler) (NE 06/1929) (K 1930) Kammersänger Karl Jöken, Tenor mit Orchesterbegleitung. T.E.5560-A (02382m1)
- Was ich längst erträumte a. d. Operette „Der Göttergatte“ (M: Franz Lehár) (NE 06/1929) (K 1930) Kammersänger Karl Jöken, Tenor mit Orchesterbegleitung. T.E.5560-B (02383m1)
- Als flotter Geist. Couplet des Barinkay a. d. Operette „Der Zigeunerbaron“, 1. Akt (M: Johann Strauss) (K 1930) Kammersänger Karl Jöken, Tenor mit Orchesterbegleitung. T.E.5561-A (02384)
- Hab’ ich nur deine Liebe, a. d. Operette „Boccaccio“ (M: Franz von Suppè) (K 1930) Kammersänger Karl Jöken, Tenor mit Orchesterbegleitung. T.E.5561-B (02385)
- In einem kühlen Grunde. Volkslied M+T: Traditionell/Bearbeitung: Bruno Seidler-Winkler (K 1930), Duett: Marianne Alfermann, Sopran – Carl Jöken, Tenor, mit Kammerorchester. T.E.5630-A (02655m1)
- Ach, wie ist’s möglich dann. Volkslied (M+T: Traditionell/Bearbeitung: Bruno Seidler-Winkler) (K 1930) Duett: Marianne Alfermann, Sopran – Carl Jöken, Tenor, mit Kammerorchester. T.E.5630-B (02656m1)
- Und der Hans schleicht umher. Volkslied (M+T: Traditionell/Bearbeitung: Bruno Seidler-Winkler) (K 1930) Duett: Marianne Alfermann, Sopran – Carl Jöken, Tenor, mit Kammerorchester. T.E.5631-A (02657)
- Mädle ruck, ruck, ruck [Die Auserwählte]. Volkslied (M+T: Traditionell/Bearbeitung: Bruno Seidler-Winkler) (K 1930) Duett: Marianne Alfermann, Sopran – Carl Jöken, Tenor, mit Kammerorchester. T.E.5631-B (02658)
- Gern hab’ ich die Frau'n geküsst. Lied des Paganini a. d. Operette „Paganini“, 2. Akt (M: Franz Lehár) (NE 11/1929) (K 1930), Carl Jöken, Tenor [mit Orchesterbegleitung] T.E.5636-A (02643m2), auch auf Colorit 3087
- Allein, wieder allein… Es steht ein Soldat am Wolgastrand. Wolgalied a. d. Operette „Der Zarewitsch“ (M: Franz Lehár) (NE 11/1929) (K 1930) Carl Jöken, Tenor [mit Orchesterbegleitung] T.E.5636-B (02645m2), auch auf Colorit 3087
- Glücklich ist, wer vergisst. Trinklied des Alfred a. d. Operette „Die Fledermaus“, 1. Akt (M: Johann Strauss) (NE 11/1929) (K 1930) Carl Jöken, Tenor [mit Orchesterbegleitung] T.E.5637-A
- Komm in die Gondel, mein Liebchen. Gondellied des Camarello a. d. Operette „Eine Nacht in Venedig“ (M: Johann Strauss) (NE 11/1929) (K 1930), Carl Jöken, Tenor [mit Orchesterbegleitung] T.E.5637-B

### Tempo Schallplatten-Industrie Otto Stahmann, Berlin
- So verliebt wie heut’ war ich nie. Lied u. Serenade (Melichar-Baumann) a. d. Erna-Sack-Tonfilm „Nanon“. Carl Jöken, Tenor, Emanuel Rambour m. s. Orchester. Tempo Best.Nr. 674 (mx. 1392)
- Schenkt man sich Rosen in Tirol. Duett aus „Vogelhaendler“ (Zeller), Irmgard Weidlich und Kammersänger Karl Jöken, Orchester: Mitglieder der Volksoper, Berlin, Phonoton special Bestell-Nr.: 1039-A
- Im chambre separee, Duett aus „Opernball“ (Heuberger), Irmgard Weidlich und Kammersänger Karl Jöken, Orchester: Mitglieder der Volksoper, Berlin, Phonoton special Bestell-Nr.: 1039-B, (Kriegspressung)

### Wiederveröffentlichungen
- CD 9340 Pearl GEMM / Symposium 1232-3 Auszüge aus „Die Meistersinger von Nürnberg“ (Rich. Wagner), aufgenommen am 22. Mai 1928, mit Friedrich Schorr, Robert Hutt, Leo Schützendorf, Karl Jöken, Elfriede Marherr-Wagner, Lydia Kindermann. Orchester d. Berliner Staatsoper unter Leo Blech.
- CD German-Ensemble-Recordings, Label: Preiser Records. Katalognr.: 89989, Erscheinungsdatum: 4. Juli 1998. Enthält als track 2 Die Meistersinger von Nürnberg: Quintett – Selig wie die Sonne (Richard Wagner) Künstler: Karl Jöken, Max Hirzel, Else Ruziczka, Erna Berger, Karl August Neumann. Orchester d. Berliner Staatsoper unter Leo Blech.
- CD Walter Jurmann: In 24 Stunden kann so viel gescheh'n. Komponistenportrait. Label: Duophon, Bestellnummer: 7216965, Erscheinungstermin: 10. Februar 2003 enthält als track 10 Carl Jöken: Deine Mutter bleibt immer bei dir.
- CD Künstlerball bei Kroll. Duophon 05 46 3, EAN 4012772054637. Erschienen 12. Februar 2004. Enthält auf track 5 Edith Schollwer mit Carl Jöken – Schenkt man sich Rosen in Tirol. Duett, aufgen. 1933. track 6 Schau’n Sie freundlich… Mädel klein, Mädel fein. track 7 Junger Wein und junge Liebe.
- CD Paul Abraham – Meine Mama war aus Yokohama. Originalaufnahmen von 1929–1933, Label: BearFamily Records, Katalog-Nr.: CD 0502. EAN: 4012772050233, enthält auf track 4 Carl Jöken: Pardon, Madame, track 22 Carl Jöken: Good Night (Reich mir zum Abschied noch einmal die Hände)
- CD Schlager im Spiegel der Zeit, 1931, Label: BearFamily Records, Bestellnummer: 4098816 Erscheinungstermin: 4. Oktober 2010, enthält: track 28 Carl Jöken: Good-Night (Reich mir zum Abschied noch einmal die Hände)

## Filmografie
- 1930: Das Kabinett des Dr. Larifari
- 1930: Leier und Schwert
- 1931: Schuberts Frühlingstraum
- 1931: Viktoria und ihr Husar
- 1932: Liebe auf den ersten Ton
- 1940: Herz – modern möbliert